# Gare d'Echigo-Yuzawa
La gare d'Echigo-Yuzawa (越後湯沢駅, Echigo-Yuzawa-eki) est une gare ferroviaire du bourg de Yuzawa, dans la préfecture de Niigata au Japon. Elle est exploitée par la JR East.

## Situation ferroviaire
La gare est située au point kilométrique (PK) 151,4 de la ligne Shinkansen Jōetsu et au PK 94,2 de la ligne Jōetsu. Elle marque le début de la courte ligne Gala-Yuzawa qui fait officiellement partie de la ligne classique Jōetsu. Cette dernière permet aux Shinkansen de rejoindre la gare de Gala Yuzawa, desservant la station de ski du même nom. Les trains de la ligne Hokuhoku ont leur terminus ici. 

## Histoire
La gare a été inaugurée le 1er novembre 1925.

## Service des voyageurs

### Accueil
La gare dispose d'un bâtiment voyageurs, avec guichets, ouvert tous les jours.

### Desserte
- Ligne Hokuhoku :

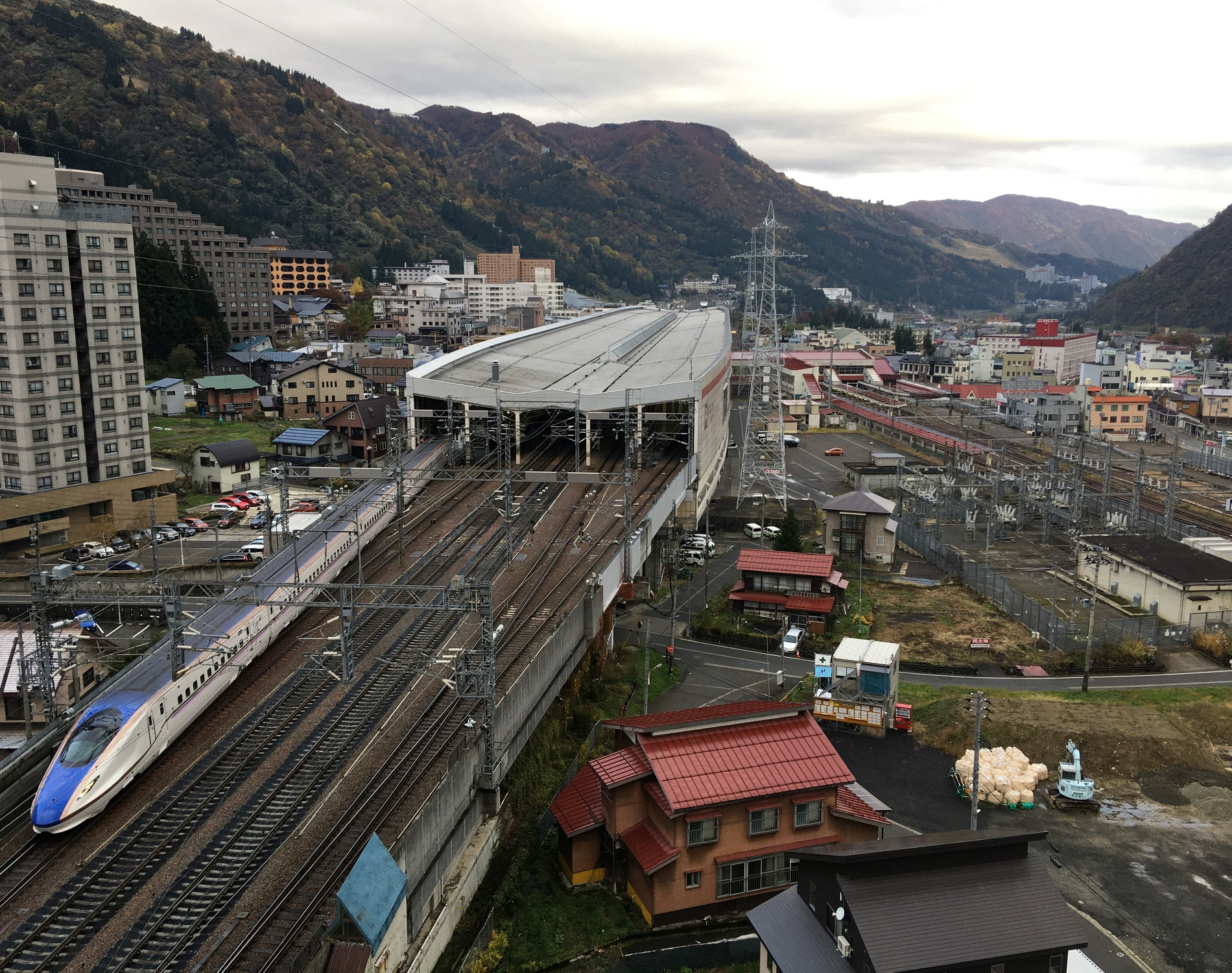
Vue d'ensemble de la gare, à gauche les voies Shinkansen, au fond à droite les voies classiques.

  - voie 0 : direction Muikamachi, Tōkamachi et Naoetsu
- Ligne Jōetsu :
  - voie 1 : direction Nagaoka
  - voies 2 et 3 : direction Minakami
- Ligne Shinkansen Jōetsu :
  - voies 11 et 12 : direction Niigata ou Gala Yuzawa
  - voies 13 et 14 : direction Tokyo